# Michel Lorenzi de Bradi
Michel Lorenzi de Bradi, né le 12 mars 1869 à Sartène en Corse et mort le 31 décembre 1945 à Belvédère-Campomoro, est un journaliste, poète et écrivain français. Il est surtout connu pour ses œuvres littéraires qui mettent en avant la culture et les traditions corses.

## Biographie
Antoine Michel Lorenzi né le 12 mars 1869 à Sartène, est le fils de Jean André Lorenzi (né en 1835), instituteur primaire et de Marie Aurélie Bradi (née en 1843). Il épouse Marie Luchinette Durazzo (née en 1885).
Il commence sa carrière littéraire en tant que journaliste, collaborant à la plupart des grands quotidiens et revues littéraires de la première moitié du XXe siècle comme Le Mistral, Le Figaro et Le Gaulois. Il dirige la page littéraire de Paris-Journal, est rédacteur en chef du Chroniqueur de Paris pendant 15 ans et fonde le Courrier de la Corse en 1935.
En 1895, il publie Tamar, poème en prose dédié à Jules Bois. En 1906, il publie son premier roman, Le Crime du Masque, qui le fait connaître du grand public. En 1923, il publie La vraie Colomba en écho au roman de Prosper Mérimée, ce qui lui vaut son premier prix de l'Académie française, d'autres suivront. Il publie Jeanne d'Arc dans la littérature anglaise et son œuvre fait même l'objet d'articles dans les journaux outre-Atlantique. 
En 1926, il publie La Vraie Figure de Bonaparte en Corse, une œuvre qui explore les racines corses de Napoléon Bonaparte. Fervent admirateur de l'empereur, il est président du Souvenir napoléonien en 1937.
En 1929, son recueil de contes Veillées Corses est également couronné par l’Académie Française. Ce recueil, qui présente des histoires de sorcières, de revenants et d’animaux fantastiques, devient rapidement un best-seller, toujours publié de nos jours.
Outre sa carrière littéraire, Lorenzi de Bradi est également connu pour son engagement social. À partir d'octobre 1917, il mène une campagne vigoureuse pour la création d’un syndicat des gens de lettres, visant à défendre les droits des écrivains souvent laissés pour compte. Cette initiative, bien que controversée, reçoit un large soutien et contribue à améliorer les conditions de travail des écrivains.
Michel Lorenzi de Bradi meurt le 31 décembre 1945 à Belvédère-Campomoro.

## Œuvres
- Tamar, 1895
- Le Crime du Masque, 1906
- La Vraie Colomba, 1923
- La Vraie Figure de Bonaparte en Corse, 1926
- Veillées Corses, 1929 - Nouvelle publication en 2007 sous le titre L'âme damnée - Et autres récits fantastiques tirés de Veillées corses, aux éditions Albinia[11]

## Distinctions
- Chevalier de la Légion d'honneur, décret du 22 août 1926[13]
- 1923 : Académie française - Prix Auguste Furtado pour La vraie Colomba
- 1928 : Académie française - Prix Montyon pour La Corse inconnue
- 1932 : Académie française - Prix Montyon pour Veillées corses
- 1935 : Académie française - Prix d’Académie pour Les misères de Napoléon
- 1937 : Académie française - Prix d’Académie pour La brève et merveilleuse vie de la Malibran[7]